# Steinberg Nuendo
Nuendo (Steinberg Nuendo) — профессиональная DAW. Имеет возможности работы с аудиофайлами различных форматов, а также с MIDI-данными посредством секвенсора. Поддерживает технологии VST, VSTi, ASIO.
Отличается от другой популярной линии программных продуктов — Steinberg Cubase тем, что ориентирована не только на музыкантов, но и на любую профессиональную деятельность по озвучиванию в т.ч. фильмов, тв программ, реклам, радиопередач и прочего. Соответствует этому и функциональное содержание, представляющее собой "расширенный вариант Cubase" с дополнительными профессиональными удобствами, например: большее количество сурраунд каналов, сурраунд плагины, улучшенный сурраунд паннер, улучшенный редактор кроссфейдов, лучшая поддержка контроллеров, AAF и EDL импорт, работа с сетью, улучшенная подсистема автоматизаций, профессиональная система дублей и прочее. Следует однако отметить, что ранние версии не имели функции VariAudio для графической питч коррекции вокала.